# Elecciones municipales de España de 2023
Las elecciones municipales de España de 2023 se celebraron el domingo 28 de mayo de 2023. Se eligieron a 67 152 concejales de los 8131 ayuntamientos, así como otros cargos políticos de ámbito local, tales como alcaldes de los concejos abiertos, consejeros de los cabildos insulares, miembros de las Juntas Generales de cada provincia vasca o miembros de las entidades de ámbito territorial inferior al municipio. A la vez discurrieron las elecciones autonómicas de 2023, entre otros comicios de España.
Los concejales de los ayuntamientos son elegidos a través de un sistema proporcional (con reparto d'Hondt), con listas cerradas y un umbral electoral del 5 %. Los alcaldes de municipios en régimen de concejo abierto son elegidos mediante un sistema mayoritario. Los resultados de estos comicios también comportarán la elección indirecta de diputados provinciales.
A consecuencia de los resultados electorales municipales y autonómicos, el lunes 29 de mayo el presidente del gobierno de España, Pedro Sánchez Pérez-Castejón, anunció la disolución de las Cortes y la convocatoria de unas elecciones generales anticipadas para el 23 de julio de 2023.

## Calendario electoral
Las elecciones se convocaron por el rey Felipe VI el lunes 3 de abril de 2023, mediante un Real Decreto refrendado por el ministro de la Presidencia, Relaciones con las Cortes y Memoria Democrática, Félix Bolaños, previa deliberación del Consejo de Ministros en su reunión del martes 28 de marzo de 2023. El Real Decreto se publicó en el Boletín Oficial del Estado del martes 4 de abril de 2023.
La campaña electoral comenzó el viernes 12 de mayo a las 00:00 y finalizó el viernes 26 de mayo a las 24:00, siendo el sábado 27 de mayo la jornada de reflexión. Las corporaciones municipales fueron disueltas el viernes 26 de mayo. Las urnas abrieron el domingo 28 de mayo desde las 09:00 hasta las 20:00, tal y como prescribe la Ley Orgánica 5/1985, de 19 de junio, del Régimen Electoral General.
El 17 de junio de 2023 tomarán posesión de sus cargos los concejales, que ese mismo día votarán de entre ellos al alcalde.

## Demografía y censo electoral
El INE contabilizó a 35 539 083 ciudadanos llamados al voto, incluidos Ceuta y Melilla. Los españoles en el extranjero no pueden participar en los comicios municipales.
| Censo nacional  | 47 475 420 | Municipios de España, la circunscripción electoral. |
| Censo electoral | 35 539 083 | Municipios de España, la circunscripción electoral. |
| Participación   | 22 704 234 | Municipios de España, la circunscripción electoral. |
| Votos válidos   | 22 368 245 | Municipios de España, la circunscripción electoral. |
| Votos en blanco | 307 219    | Municipios de España, la circunscripción electoral. |
| Votos nulos     | 335 989    | Municipios de España, la circunscripción electoral. |
| Municipios      | 8 093      | Municipios de España, la circunscripción electoral. |

## Resultados por municipio mayor de 450000 habitantes
A continuación aparecen las candidaturas con representantes electos en los municipios españoles con más de 450 000 habitantes:
|  | 44,50 % |

|  | 19,11 % |

|  | 16,75 % |

|  | 9,07 % |

|  | 22,42 % |

|  | 19,79 % |

|  | 19,77 % |

|  | 11,22 % |

|  | 9,21 % |

|  | 5,70 % |

|  | 36,62 % |

|  | 23,96 % |

|  | 18,97 % |

|  | 12,74 % |

|  | 41,17 % |

|  | 34,19 % |

|  | 8,9 % |

|  | 7,04 % |

|  | 37,88 % |

|  | 26,44 % |

|  | 12,36 % |

|  | 5,83 % |

|  | 49,17 % |

|  | 29,21 % |

|  | 7,72 % |

|  | 7,38 % |

|  | 45.35 % |

|  | 24.32 % |

|  | 18.74 % |

## Municipios con más de200 000y menos de450 000habitantes
| N.º | Municipio                  | Alcalde saliente             | Partido | Partido       | Alcalde electo                | Partido | Partido       |
| --- | -------------------------- | ---------------------------- | ------- | ------------- | ----------------------------- | ------- | ------------- |
| 8   | Palma de Mallorca          | José Hila                    |         | PSIB-PSOE     | Jaime Martínez Llabrés        |         | PPIB          |
| 9   | Las Palmas de Gran Canaria | Augusto Hidalgo              |         | PSOE Canarias | Carolina Darias San Sebastián |         | PSOE Canarias |
| 10  | Bilbao                     | Juan Mari Aburto             |         | EAJ-PNV       | Juan Mari Aburto              |         | EAJ-PNV       |
| 11  | Alicante                   | Luis Barcala                 |         | PPCV          | Luis Barcala                  |         | PPCV          |
| 12  | Córdoba                    | José María Bellido           |         | PP            | José María Bellido            |         | PP            |
| 13  | Valladolid                 | Óscar Puente                 |         | PSOECyL       | Jesús Julio Carnero           |         | PPCyL         |
| 14  | Vigo                       | Abel Caballero               |         | PSdeG-PSOE    | Abel Caballero                |         | PSdeG         |
| 15  | Gijón                      | Ana González                 |         | FSA-PSOE      | Carmen Moriyón                |         | Foro Asturias |
| 16  | Hospitalet de Llobregat    | Núria Marín Martínez         |         | PSC           | Núria Marín Martínez          |         | PSC           |
| 17  | Vitoria                    | Gorka Urtaran                |         | EAJ-PNV       | Maider Etxebarria             |         | PSE-EE        |
| 18  | La Coruña                  | Inés Rey                     |         | PSdeG-PSOE    | Inés Rey                      |         | PSdeG-PSOE    |
| 19  | Elche                      | Carlos González Serna        |         | PSPV-PSOE     | Pablo Ruz Villanueva          |         | PPCV          |
| 20  | Granada                    | Francisco Cuenca             |         | PSOE          | Marifrán Carazo               |         | PP            |
| 21  | Tarrasa                    | Jordi Ballart                |         | TxT           | Jordi Ballart                 |         | TxT           |
| 22  | Badalona                   | Rubén Guijarro               |         | PSC           | Xavier García Albiol          |         | PPC           |
| 23  | Cartagena                  | Noelia Arroyo                |         | PP            | Noelia Arroyo                 |         | PPRM          |
| 24  | Sabadell                   | Marta Farrés                 |         | PSC           | Marta Farrés                  |         | PSC           |
| 25  | Oviedo                     | Alfredo Canteli              |         | PP            | Alfredo Canteli               |         | PP            |
| 26  | Jerez de la Frontera       | Mamen Sánchez Díaz           |         | PSOE          | María José García-Pelayo      |         | PP            |
| 27  | Móstoles                   | Noelia Posse Gómez           |         | PSOE-M        | Manuel Bautista Monjón        |         | PPM           |
| 28  | Santa Cruz de Tenerife     | José Manuel Bermúdez Esparza |         | CC            | José Manuel Bermúdez Esparza  |         | CC            |
| 29  | Pamplona                   | Enrique Maya                 |         | NA+           | Cristina Ibarrola             |         | UPN           |

## Municipios con más de 100 000 y menos de 200 000 habitantes
| N.º | Municipio                  | Alcalde saliente               | Partido | Partido       | Alcalde electo                 | Partido | Partido      |
| --- | -------------------------- | ------------------------------ | ------- | ------------- | ------------------------------ | ------- | ------------ |
| 30  | Almería                    | María del Mar Vázquez Agüero   |         | PP-A          | María del Mar Vázquez Agüero   |         | PP-A         |
| 31  | Alcalá de Henares          | Javier Rodríguez Palacios      |         | PSOE-M        | Judith Piquet Flores           |         | PPCM         |
| 32  | Fuenlabrada                | Francisco Javier Ayala Ortega  |         | PSOE-M        | Francisco Javier Ayala Ortega  |         | PSOE-M       |
| 33  | San Sebastián              | Eneko Goia                     |         | PNV           | Eneko Goia                     |         | PNV          |
| 34  | Leganés                    | Santiago Llorente Gutiérrez    |         | PSOE-M        | Miguel Ángel Recuenco Checa    |         | PPCM         |
| 35  | Getafe                     | Sara Hernández Barroso         |         | PSOE-M        | Sara Hernández Barroso         |         | PSOE-M       |
| 36  | Burgos                     | Daniel de la Rosa              |         | PSCyL-PSOE    | Cristina Ayala                 |         | PPCYL        |
| 37  | Albacete                   | Emilio Sáez Cruz               |         | PSC-LM        | Manuel Serrano                 |         | PPC-LM       |
| 38  | Castellón                  | Amparo Marco Gual              |         | PSPV-PSOE     | Begoña Carrasco García         |         | PPCV         |
| 39  | Santander                  | Gema Igual Ortiz               |         | PP-Cantabria  | Gema Igual Ortiz               |         | PP-Cantabria |
| 40  | Alcorcón                   | Natalia de Andrés del Pozo     |         | PSOE-M        | Candelaria Testa Romero        |         | PSOE-M       |
| 41  | San Cristóbal de La Laguna | Luis Yeray Gutiérrez Pérez     |         | PSC-PSOE      | Luis Yeray Gutiérrez Pérez     |         | PSC-PSOE     |
| 42  | Marbella                   | María Ángeles Muñoz Uriol      |         | PP-A          | María Ángeles Muñoz Uriol      |         | PP-A         |
| 43  | Badajoz                    | Ignacio Gragera Barrera        |         | CS            | Ignacio Gragera Barrera        |         | PP-E         |
| 44  | Logroño                    | Pablo Hermoso de Mendoza       |         | PSOE-La Rioja | Conrado Escobar                |         | PP-La Rioja  |
| 45  | Salamanca                  | Carlos García Carbayo          |         | PPCYL         | Carlos García Carbayo          |         | PPCYL        |
| 46  | Huelva                     | Gabriel Cruz Santana           |         | PSOE-A        | Pilar Miranda Plata            |         | PP-A         |
| 47  | Lérida                     | Miquel Pueyo                   |         | ERC           | Fèlix Larrosa                  |         | PSC          |
| 48  | Dos Hermanas               | Francisco Rodríguez García     |         | PSOE-A        | Francisco Rodríguez García     |         | PSOE-A       |
| 49  | Tarragona                  | Pau Ricomà Vallhonrat          |         | ERC           | Rubén Viñuales Elías           |         | PSC          |
| 50  | Torrejón de Ardoz          | Ignacio Vázquez Casavilla      |         | PPCM          | Ignacio Vázquez Casavilla      |         | PPCM         |
| 51  | Parla                      | Ramón Jurado Rodríguez         |         | PSOE-M        | Ramón Jurado Rodríguez         |         | PSOE-M       |
| 52  | Mataró                     | David Bote Paz                 |         | PSC           | David Bote Paz                 |         | PSC          |
| 53  | Algeciras                  | José Ignacio Landaluce Calleja |         | PP-A          | José Ignacio Landaluce Calleja |         | PP-A         |
| 54  | León                       | José Antonio Díez Díaz         |         | PSCyL-PSOE    | José Antonio Díez Díaz         |         | PSCyL-PSOE   |
| 55  | Santa Coloma de Gramanet   | Núria Parlón                   |         | PSC           | Núria Parlón                   |         | PSC          |
| 56  | Alcobendas                 | Aitor Retolaza Izpizúa         |         | CS            | Rocío García Alcántara         |         | PPCM         |
| 57  | Cádiz                      | José María González Santos     |         | AC            | Bruno García de León           |         | PP-A         |
| 58  | Jaén                       | Julio Millán Muñoz             |         | PSOE-A        | Agustín González               |         | PP-A         |
| 59  | Reus                       | Carles Pellicer                |         | JxCat         | Sandra Guaita                  |         | PSC          |
| 60  | Orense                     | Gonzalo Pérez Jácome           |         | DO            | Gonzalo Pérez Jácome           |         | DO           |
| 61  | Roquetas de Mar            | Gabriel Amat Ayllón            |         | PP-A          | Gabriel Amat Ayllón            |         | PP-A         |
| 62  | Gerona                     | Marta Madrenas                 |         | JxCat         | Lluc Salellas                  |         | CUP          |
| 63  | Telde                      | Carmen Hernández               |         | NC            | Juan Antonio Peña              |         | Ciuca        |
| 64  | Baracaldo                  | Amaia del Campo Berasategi     |         | PNV           | Amaia del Campo Berasategi     |         | PNV          |

## Municipios con más de50 000y menos de100 000habitantes
| N.º | Municipio                  | Alcalde saliente                    | Partido | Partido    | Alcalde electo                   | Partido | Partido    |
| --- | -------------------------- | ----------------------------------- | ------- | ---------- | -------------------------------- | ------- | ---------- |
| 65  | Santiago de Compostela     | Xosé Antonio Sánchez Bugallo        |         | PSdeG-PSOE | Goretti Sanmartín Rei            |         | BNG        |
| 66  | Lugo                       | Lara Méndez López                   |         | PSdeG-PSOE | Lara Méndez López                |         | PSdeG-PSOE |
| 67  | Lorca                      | Diego José Mateos Molina            |         | PSRM-PSOE  | Fulgencio Gil                    |         | PPRM       |
| 68  | Rivas-Vaciamadrid          | Aída Castillejo Parrilla            |         | IU-Equo-MM | Aída Castillejo Parrilla         |         | IU-Equo-MM |
| 69  | Las Rozas de Madrid        | José de la Uz Pardos                |         | PPCM       | José de la Uz Pardos             |         | PPCM       |
| 70  | San Cugat del Vallés       | Mireia Ingla                        |         | ERC        | Josep María Vallès               |         | JxCat      |
| 71  | Cáceres                    | Luis Salaya Julián                  |         | PSOE-E     | Rafael Mateos                    |         | PP-E       |
| 72  | San Fernando               | Patricia Cavada                     |         | PSOE-A     | Patricia Cavada                  |         | PSOE-A     |
| 73  | San Sebastián de los Reyes | Narciso Romero Morro                |         | PSOE-M     | Lucía Soledad Fernández Alonso   |         | PPCM       |
| 74  | Mijas                      | José Antonio González Pérez         |         | PSOE-A     | Ana Carmen Mata                  |         | PP-A       |
| 75  | El Puerto de Santa María   | Germán Beardo Caro                  |         | PP-A       | Germán Beardo Caro               |         | PP-A       |
| 76  | Cornellá de Llobregat      | Antonio Balmón Arévalo              |         | PSC        | Antonio Balmón Arévalo           |         | PSC        |
| 77  | Pozuelo de Alarcón         | Susana Pérez Quislant               |         | PPCM       | Paloma Tejero Toledo             |         | PPCM       |
| 78  | El Ejido                   | Francisco Góngora Cara              |         | PP-A       | Francisco Góngora Cara           |         | PP-A       |
| 79  | Chiclana de la Frontera    | José María Román                    |         | PSOE-A     | José María Román                 |         | PSOE-A     |
| 80  | Guadalajara                | Alberto Rojo Blas                   |         | PSC-LM     | Ana Cristina Guarinos López      |         | PPC-LM     |
| 81  | Melilla                    | Eduardo de Castro González          |         | CS         | Juan José Imbroda Ortiz          |         | PPM        |
| 82  | Torrente                   | Jesús Ros Piles                     |         | PSPV-PSOE  | Amparo Folgado Tonda             |         | PPCV       |
| 83  | Toledo                     | Milagros Tolón Jaime                |         | PSC-LM     | Carlos Velázquez Romo            |         | PPC-LM     |
| 84  | Vélez-Málaga               | Antonio Moreno Ferrer               |         | PSOE-A     | Jesús Lupiáñez                   |         | PP-A       |
| 85  | Torrevieja                 | Eduardo Dolón Sánchez               |         | PPCV       | Eduardo Dolón Sánchez            |         | PPCV       |
| 86  | San Baudilio de Llobregat  | Lluïsa Moret                        |         | PSC        | Lluïsa Moret                     |         | PSC        |
| 87  | Talavera de la Reina       | Agustina García Élez                |         | PSC-LM     | José Julián Gregorio             |         | PPC-LM     |
| 88  | Fuengirola                 | Ana María Mula Redruello            |         | PP-A       | Ana María Mula Redruello         |         | PP-A       |
| 89  | Ceuta                      | Juan Jesús Vivas Lara               |         | PP-Ceuta   | Juan Jesús Vivas Lara            |         | PP-Ceuta   |
| 90  | Arona                      | José Julián Mena Pérez              |         | PSC-PSOE   | Fátima Lemes Reverón             |         | PP-C       |
| 91  | Pontevedra                 | Miguel Anxo Fernández Lores         |         | BNG        | Miguel Anxo Fernández Lores      |         | BNG        |
| 92  | Orihuela                   | Carolina Gracia Gómez               |         | PSPV-PSOE  | José Vergara                     |         | PPCV       |
| 93  | Coslada                    | Ángel Viveros Gutiérrez             |         | PSOE-M     | Ángel Viveros Gutiérrez          |         | PSOE-M     |
| 94  | Valdemoro                  | Sergio Parra Perales                |         | CS         | David Conde Rodríguez            |         | PPCM       |
| 95  | Rubí                       | Ana María Martínez Martínez         |         | PSC        | Ana María Martínez Martínez      |         | PSC        |
| 96  | Manresa                    | Marc Aloy i Guàrdia                 |         | ERC        | Marc Aloy i Guàrdia              |         | ERC        |
| 97  | Guecho                     | Amaia Agirre                        |         | PNV        | Amaia Agirre                     |         | PNV        |
| 98  | Palencia                   | Mario Simón Martín                  |         | CS         | Miriam Andrés Prieto             |         | PSCyL-PSOE |
| 99  | Alcalá de Guadaíra         | Ana Isabel Jiménez Contreras        |         | PSOE-A     | Ana Isabel Jiménez Contreras     |         | PSOE-A     |
| 100 | Gandía                     | José Manuel Prieto Part             |         | PSPV-PSOE  | José Manuel Prieto Part          |         | PSPV-PSOE  |
| 101 | Avilés                     | María Virtudes Monteserín Rodríguez |         | FSA-PSOE   | María Virtudes Monteserín        |         | FSA-PSOE   |
| 102 | Ciudad Real                | Eva María Masías Avis               |         | CS         | Francisco Cañizares Jiménez      |         | PPC-LM     |
| 103 | Molina de Segura           | Eliseo García Cantó                 |         | PSRM-PSOE  | José Ángel Alfonso Hernández     |         | PPRM       |
| 104 | Santa Lucía de Tirajana    | Francisco García López              |         | NC         | Francisco García López           |         | NC         |
| 105 | Estepona                   | José María García Urbano            |         | PP-A       | José María García Urbano         |         | PP-A       |
| 106 | Benalmádena                | Víctor Navas                        |         | PSOE-A     | Juan Antonio Lara Martín         |         | PP-A       |
| 107 | Majadahonda                | José Luis Álvarez Ustarroz          |         | PPCM       | Lola Moreno Molino               |         | PPCM       |
| 108 | Paterna                    | Juan Antonio Sagredo Marco          |         | PSPV-PSOE  | Juan Antonio Sagredo Marco       |         | PSPV-PSOE  |
| 109 | Benidorm                   | Antonio Pérez Pérez                 |         | PP         | Antonio Pérez Pérez              |         | PP         |
| 110 | Sanlúcar de Barrameda      | Víctor Mora Escobar                 |         | PSOE-A     | Carmen Álvarez                   |         | IULV-CA    |
| 111 | Torremolinos               | Margarita del Cid Muñoz             |         | PP-A       | Margarita del Cid Muñoz          |         | PP-A       |
| 112 | Villanueva y Geltrú        | Olga Arnau Sanabra                  |         | ERC        | Juan Luis Ruiz                   |         | PSC        |
| 113 | Sagunto                    | Darío Moreno Lerga                  |         | PSPV-PSOE  | Darío Moreno Lerga               |         | PSPV-PSOE  |
| 114 | Castelldefels              | María Asunción Miranda Cuervas      |         | PSC        | Manuel Reyes López               |         | PPC        |
| 115 | Viladecans                 | Carles Ruiz                         |         | PSC        | Carles Ruiz                      |         | PSC        |
| 116 | El Prat de Llobregat       | Lluís Mijoler Martínez              |         | ECP        | Lluís Mijoler Martínez           |         | ECP        |
| 117 | Collado Villalba           | María Dolores Vargas Fernández      |         | PPCM       | María Dolores Vargas Fernández   |         | PPCM       |
| 118 | Ferrol                     | Ángel Mato Escalona                 |         | PSdeG-PSOE | José Manuel Rey Varela           |         | PPdeG      |
| 119 | Arrecife                   | Astrid María Pérez Batista          |         | PP-C       | Yonathan De León                 |         | PP-C       |
| 120 | La Línea de la Concepción  | José Juan Franco Rodríguez          |         | LL100x100  | José Juan Franco Rodríguez       |         | LL100x100  |
| 121 | Ponferrada                 | Olegario Ramón Fernández            |         | PSCyL-PSOE | Marco Morala                     |         | PPCYL      |
| 122 | Irún                       | José Antonio Santano Clavero        |         | PSE-EE     | José Antonio Santano Clavero     |         | PSE-EE     |
| 123 | Boadilla del Monte         | Javier Úbeda Liébana                |         | PPCM       | Javier Úbeda Liébana             |         | PPCM       |
| 124 | Granollers                 | Alba Barnusell i Ortuño             |         | PSC        | Alba Barnusell i Ortuño          |         | PSC        |
| 125 | Aranjuez                   | María José Martínez de la Fuente    |         | PPCM       | María José Martínez de la Fuente |         | PPCM       |
| 126 | Zamora                     | Francisco Guarido                   |         | IU         | Francisco Guarido                |         | IU         |
| 127 | Mérida                     | Antonio Rodríguez Osuna             |         | PSOE-E     | Antonio Rodríguez Osuna          |         | PSOE-E     |
| 128 | San Vicente del Raspeig    | Jesús Javier Villar Notario         |         | PSPV-PSOE  | Pachi Pascual                    |         | PPCV       |
| 129 | Alcoy                      | Antonio Alfonso Francés Pérez       |         | PSPV-PSOE  | Antonio Alfonso Francés Pérez    |         | PSPV-PSOE  |
| 130 | Motril                     | Luisa María García Chamorro         |         | PP         | Luisa María García Chamorro      |         | PP         |
| 131 | Ávila                      | Jesús Manuel Sánchez Cabrera        |         | XAV        | Jesús Manuel Sánchez Cabrera     |         | XAV        |
| 132 | Arganda del Rey            | Alberto Escribano García            |         | PPCM       | Alberto Escribano García         |         | PPCM       |
| 133 | Sardañola del Vallés       | Carlos Cordón Núñez                 |         | PSC        | Carlos Cordón Núñez              |         | PSC        |
| 134 | Linares                    | Francisco Javier Perales Fernández  |         | PSOE-A     | Auxiliadora del Olmo             |         | PP-A       |
| 135 | Pinto                      | Juan Diego Ortiz González           |         | PSOE-M     | Salomón Aguado Manzanares        |         | PPCM       |
| 136 | Cuenca                     | Darío Francisco Dolz Fernández      |         | PSC-LM     | Darío Francisco Dolz Fernández   |         | PSC-LM     |
| 136 | Colmenar Viejo             | Jorge García Díaz                   |         | PPCM       | Carlos Blázquez Rodríguez        |         | PPCM       |
| 138 | Huesca                     | Luis Felipe Serrate                 |         | PSA        | Lorena Orduna                    |         | PPA        |
| 139 | San Bartolomé de Tirajana  | Concepción Narváez Vera             |         | PSC-PSOE   | Marco Aurelio Pérez              |         | PP-C       |
| 140 | Calviá                     | Alfonso Rodríguez Badal             |         | PSIB-PSOE  | Juan Antonio Amengual            |         | PPIB       |
| 141 | Granadilla de Abona        | José Domingo Regalado               |         | CC         | Jennifer Miranda                 |         | PSC-PSOE   |
| 142 | Elda                       | Rubén Alfaro Bernabé                |         | PSPV-PSOE  | Rubén Alfaro Bernabé             |         | PSPV-PSOE  |
| 143 | Siero                      | Ángel García                        |         | FSA-PSOE   | Ángel García                     |         | FSA-PSOE   |
| 144 | Utrera                     | José María Villalobos               |         | PSOE-A     | Francisco de Paula Jiménez       |         | PP-A       |
| 145 | Villarreal                 | José Benlloch Fernández             |         | PSPV-PSOE  | José Benlloch Fernández          |         | PSPV-PSOE  |
| 146 | Mollet del Vallés          | Mireia Dionisio                     |         | PSC        | Mireia Dionisio                  |         | PSC        |
| 147 | Torrelavega                | Javier López Estrada                |         | PRC        | Javier López Estrada             |         | PRC        |
| 148 | Segovia                    | Clara Martín García                 |         | PSCyL-PSOE | José Mazarías Pérez              |         | PPCYL      |
| 149 | Ibiza                      | Rafael Ruiz González                |         | PSIB-PSOE  | Rafa Triguero                    |         | PPIB       |
| 150 | Rincón de la Victoria      | Francisco Salado                    |         | PP-A       | Francisco Salado                 |         | PP-A       |
| 151 | Tres Cantos                | Jesús Moreno García                 |         | PPCM       | Jesús Moreno García              |         | PPCM       |

## Municipios con más de20 000y menos de50 000habitantes
| N.º | Municipio                  | Alcalde saliente                              | Partido | Partido       | Alcalde electo                                | Partido | Partido      |
| --- | -------------------------- | --------------------------------------------- | ------- | ------------- | --------------------------------------------- | ------- | ------------ |
| 152 | Adeje                      | José Miguel Rodríguez Fraga                   |         | PSC-PSOE      | José Miguel Rodríguez Fraga                   |         | PSC-PSOE     |
| 153 | Vic                        | Anna Erra                                     |         | JxCat         | Albert Castells                               |         | JxCat        |
| 154 | Mairena del Aljarafe       | Antonio Conde Sánchez                         |         | PSOE-A        | Antonio Conde Sánchez                         |         | PSOE-A       |
| 155 | Figueras                   | Agnès Lladó                                   |         | ERC           | Jordi Masquef                                 |         | JxCat        |
| 156 | Gavá                       | Gemma Badia                                   |         | PSC           | Gemma Badia                                   |         | PSC          |
| 157 | Esplugas de Llobregat      | Pilar Díaz Romero                             |         | PSC           | Pilar Díaz Romero                             |         | PSC          |
| 158 | Santurce                   | Aintzane Urkijo                               |         | PNV           | Karmele Tubilla                               |         | PNV          |
| 159 | San Feliú de Llobregat     | Oriol Bossa                                   |         | ERC           | Lourdes Borrell                               |         | PSC          |
| 160 | Puertollano                | Adolfo Muñiz                                  |         | PSC-LM        | Miguel Ángel Ruiz                             |         | PPC-LM       |
| 161 | Alcira                     | Diego Ernesto Gómez García                    |         | Compromís     | Alfonso Domínguez Gento                       |         | Compromís    |
| 162 | Manacor                    | Miquel Oliver                                 |         | Més           | Miquel Oliver                                 |         | Més          |
| 163 | Portugalete                | Mikel Torres Lorenzo                          |         | PSE-EE        | Mikel Torres Lorenzo                          |         | PSE-EE       |
| 164 | Mislata                    | Carlos Fernández Bielsa                       |         | PSPV-PSOE     | Carlos Fernández Bielsa                       |         | PSPV-PSOE    |
| 165 | Denia                      | Vicent Grimalt Boronat                        |         | PSPV-PSOE     | Vicent Grimalt Boronat                        |         | PSPV-PSOE    |
| 166 | Lucena                     | Juan Pérez Guerrero                           |         | PSOE-A        | Aurelio Fernández                             |         | PP-A         |
| 167 | Alcantarilla               | Joaquín Ricardo Buendía Gómez                 |         | PPRM          | Joaquín Ricardo Buendía Gómez                 |         | PPRM         |
| 168 | Alhaurín de la Torre       | Joaquín Villanova Rueda                       |         | PP-A          | Joaquín Villanova Rueda                       |         | PP-A         |
| 169 | La Orotava                 | Francisco Linares García                      |         | CC            | Francisco Linares García                      |         | CC           |
| 170 | Puerto del Rosario         | Juan Jiménez González                         |         | PSC-PSOE      | Cristóbal de Vera                             |         | CC           |
| 171 | Puerto Real                | Elena Amaya León                              |         | PSOE-A        | Aurora Salvador                               |         | PORA         |
| 172 | Antequera                  | Manuel Jesús Barón Ríos                       |         | PP-A          | Manuel Jesús Barón Ríos                       |         | PP-A         |
| 173 | Igualada                   | Marc Castells i Berzosa                       |         | JxCat         | Marc Castells i Berzosa                       |         | JxCat        |
| 174 | Blanes                     | Àngel Canosa i Fernández                      |         | ERC           | Jordi Hernández Martínez                      |         | PSC          |
| 175 | Santa Eulalia del Río      | María del Carmen Ferrer Torres                |         | PPIB          | María del Carmen Ferrer Torres                |         | PPIB         |
| 176 | Basauri                    | Asier Iragorri Basaguren                      |         | PNV           | Asier Iragorri Basaguren                      |         | PNV          |
| 177 | Villafranca del Panadés    | Pere Regull i Riba                            |         | JxCat         | Francisco Romero                              |         | PSC          |
| 178 | Écija                      | David Javier García Ostos                     |         | PSOE-A        | Silvia Heredia Martín                         |         | PP-A         |
| 179 | Soria                      | Carlos Martínez Mínguez                       |         | PSCyL-PSOE    | Carlos Martínez Mínguez                       |         | PSCyL-PSOE   |
| 180 | La Rinconada               | Francisco Javier Fernández de los Ríos Torres |         | PSOE-A        | Francisco Javier Fernández de los Ríos Torres |         | PSOE-A       |
| 181 | Plasencia                  | Fernando Pizarro                              |         | PP-E          | Fernando Pizarro                              |         | PP-E         |
| 182 | Vendrell                   | Kenneth Martínez                              |         | PSC           | Kenneth Martínez                              |         | PSC          |
| 183 | Ripollet                   | José María Osuna                              |         | DR            | Luis Tirado García                            |         | PSC          |
| 184 | Rentería                   | Aizpea Otaegi Mitxelena                       |         | EH Bildu      | Aizpea Otaegi Mitxelena                       |         | EH Bildu     |
| 185 | Lloret de Mar              | Jaume Dulsat i Rodríguez                      |         | JxCat         | Adrián Lamelas Martínez                       |         | PSC          |
| 186 | Narón                      | Marian Ferreiro                               |         | TEGA          | Marian Ferreiro                               |         | TEGA         |
| 187 | San Fernando de Henares    | Francisco Javier Corpa Rubio                  |         | PSOE-M        | Francisco Javier Corpa Rubio                  |         | PSOE-M       |
| 188 | Marrachí                   | Miquel Cabot                                  |         | PSIB          | Jaume Llompart                                |         | PPIB         |
| 189 | Burjasot                   | Rafael García                                 |         | PSPV-PSOE     | Rafael García                                 |         | PSPV-PSOE    |
| 190 | Llucmajor                  | Éric Jareño Cifuentes                         |         | PPIB          | María Francisca Lascolas Rosselló             |         | PPIB         |
| 191 | Los Palacios y Villafranca | Juan Manuel Valle Chacón                      |         | IULV-CA       | Juan Manuel Valle Chacón                      |         | PORA         |
| 192 | Arucas                     | Juan Jesús Facundo Suárez                     |         | PSC-PSOE      | Juan Jesús Facundo Suárez                     |         | PSC-PSOE     |
| 193 | Langreo                    | Roberto García                                |         | IU Asturies   | Roberto García                                |         | IU Asturies  |
| 194 | Torre-Pacheco              | Antonio León Garre                            |         | Ind.          | Pedro Ángel Roca Tornel                       |         | PPRM         |
| 195 | Villagarcía de Arosa       | Alberto Varela                                |         | PSdeG-PSOE    | Alberto Varela                                |         | PSdeG-PSOE   |
| 196 | Don Benito                 | José Luis Quintana Álvarez                    |         | PSOE-E        | María Fernanda Sánchez                        |         | UxE          |
| 197 | Oleiros                    | Ángel García Seoane                           |         | AdV           | Ángel García Seoane                           |         | AdV          |
| 198 | Tudela                     | Alejandro Toquero Gil                         |         | UPN           | Alejandro Toquero Gil                         |         | UPN          |
| 199 | Los Realejos               | Adolfo González                               |         | PP-C          | Adolfo González                               |         | PP-C         |
| 200 | San Adrián de Besós        | Filo Cañete                                   |         | PSC           | Filo Cañete                                   |         | PSC          |
| 201 | Olot                       | Pep Berga Vayreda                             |         | JxCat         | Josep Berga                                   |         | JxCat        |
| 202 | Moncada y Reixach          | Laura Campos Ferrer                           |         | ECP           | Bartolomé Egea Sabaté                         |         | PSC          |
| 203 | Mieres                     | Aníbal José Vázquez Fernández                 |         | IU Asturies   | Aníbal José Vázquez Fernández                 |         | IU Asturies  |
| 204 | Águilas                    | María del Carmen Moreno Pérez                 |         | PSRM          | María del Carmen Moreno Pérez                 |         | PSRM         |
| 205 | Teruel                     | Emma Buj                                      |         | PPA           | Emma Buj                                      |         | PPA          |
| 206 | Santa Pola                 | María Loreto Serrano                          |         | PPCV          | María Loreto Serrano                          |         | PPCV         |
| 207 | Andújar                    | Pedro Luis Rodríguez Sánchez                  |         | PSOE-A        | Francisco Carmona Limón                       |         | PP-A         |
| 208 | Tomelloso                  | Inmaculada Jiménez Serrano                    |         | PSC-LM        | Javier Navarro Muelas                         |         | PPC-LM       |
| 209 | Onteniente                 | Jorge Rodríguez Gramage                       |         | LVEU          | Jorge Rodríguez Gramage                       |         | LVEU         |
| 210 | Cambrils                   | Alfredo Clúa                                  |         | PSC           | Alfredo Clúa                                  |         | PSC          |
| 211 | Cieza                      | Antonio Tamayo                                |         | PSRM          | Tomás Rubio Carrillo                          |         | PPRM         |
| 212 | Miranda de Ebro            | María Aitana Hernando Ruiz                    |         | PSCyL-PSOE    | María Aitana Hernando Ruiz                    |         | PSCyL-PSOE   |
| 213 | Yecla                      | María Remedios Lajara Domínguez               |         | PPRM          | María Remedios Lajara Domínguez               |         | PPRM         |
| 214 | Azuqueca de Henares        | José Luis Blanco Moreno                       |         | PSC-LM        | José Luis Blanco Moreno                       |         | PSC-LM       |
| 215 | Burriana                   | María José Safont Melchor                     |         | PSPV-PSOE     | Jorge Monferrer Daudí                         |         | PPCV         |
| 216 | Galapagar                  | Alberto Gómez Martín                          |         | PSOE-M        | Carla Isabel Greciano Barrado                 |         | PPCM         |
| 217 | Arroyomolinos              | Ana Millán Arroyo                             |         | PPCM          | Luis Quiroga Toledo                           |         | PPCM         |
| 218 | Villajoyosa                | Andreu Verdú Reos                             |         | PSPV-PSOE     | Marcos Zaragoza                               |         | PPCV         |
| 219 | Inca                       | Virgilio Moreno Sarrió                        |         | PSIB          | Virgilio Moreno Sarrió                        |         | PSIB         |
| 220 | Úbeda                      | Antonia Olivares Martínez                     |         | PSOE-A        | Antonia Olivares Martínez                     |         | PSOE-A       |
| 221 | San Juan Despí             | Belén García                                  |         | PSC           | Belén García                                  |         | PSC          |
| 222 | Petrel                     | Irene Navarro                                 |         | PSPV-PSOE     | Irene Navarro                                 |         | PSPV-PSOE    |
| 223 | Villena                    | Fulgencio José Cerdán                         |         | PSPV-PSOE     | Fulgencio José Cerdán                         |         | PSPV-PSOE    |
| 224 | Tortosa                    | Jordi Jordan                                  |         | PSC           | Jordi Jordan                                  |         | PSC          |
| 225 | Mazarrón                   | Gaspar Miras                                  |         | PSRM          | Ginés Campillo                                |         | UIDM         |
| 226 | Almendralejo               | José María Ramírez Morán                      |         | PSOE-E        | José María Ramírez Morán                      |         | PSOE-E       |
| 227 | San Javier                 | José Miguel Luengo Gallego                    |         | PPRM          | José Miguel Luengo Gallego                    |         | PPRM         |
| 228 | Ronda                      | María Paz Fernández Lobato                    |         | PP-A          | María Paz Fernández Lobato                    |         | PP-A         |
| 229 | Aranda de Duero            | Raquel González Benito                        |         | PPCYL         | Antonio Linaje Niño                           |         | SA           |
| 230 | Castro-Urdiales            | Susana Herrán                                 |         | PSC-PSOE      | Susana Herrán                                 |         | PSC-PSOE     |
| 231 | Barberá del Vallés         | Francisco Javier Garcés Trillo                |         | PSC           | Francisco Javier Garcés Trillo                |         | PSC          |
| 232 | Arteijo                    | Carlos Calvelo                                |         | PPG           | Carlos Calvelo                                |         | PPG          |
| 233 | San Roque                  | Juan Carlos Ruiz Boix                         |         | PSOE-A        | Juan Carlos Ruiz Boix                         |         | PSOE-A       |
| 234 | Aldaya                     | Guillermo Luján Valero                        |         | PSPV-PSOE     | Guillermo Luján Valero                        |         | PSPV-PSOE    |
| 235 | Salt                       | Jordi Viñas i Xifra                           |         | ERC           | Jordi Viñas i Xifra                           |         | ERC          |
| 236 | Totana                     | Juan Pagán Sánchez                            |         | PPRM          | Juan Pagán Sánchez                            |         | PPRM         |
| 237 | Lejona                     | Iban Rodríguez Etxebarria                     |         | PNV           | Iban Rodríguez Etxebarria                     |         | PNV          |
| 238 | Ames                       | Blas García Piñeiro                           |         | PSdeG-PSOE    | Blas García Piñeiro                           |         | PSdeG-PSOE   |
| 239 | Agüimes                    | Oscar Hernández Suárez                        |         | RA            | Oscar Hernández Suárez                        |         | RA           |
| 240 | Ingenio                    | José López                                    |         | NC            | José López                                    |         | NC           |
| 241 | Níjar                      | Esperanza Pérez Felices                       |         | PSOE-A        | José Francisco Garrido Requena                |         | PP-A         |
| 242 | San Pedro de Ribas         | Abigail Garrido                               |         | PSC           | Abigail Garrido                               |         | PSC          |
| 243 | Carballo                   | Evencio Ferrero Rodríguez                     |         | BNG           | Evencio Ferrero Rodríguez                     |         | BNG          |
| 244 | Vall de Uxó                | Tania Baños Martos                            |         | PSPV-PSOE     | Tania Baños Martos                            |         | PSPV-PSOE    |
| 245 | Navalcarnero               | José Luis Adell                               |         | PSOE-M        | José Luis Adell                               |         | PSOE-M       |
| 246 | Sitges                     | Aurora Carbonell Abella                       |         | ERC           | Aurora Carbonell Abella                       |         | ERC          |
| 247 | Manises                    | Jesús Borràs Sanchis                          |         | Compromís     | Javier Mansilla Bermejo                       |         | PSPV-PSOE    |
| 248 | Arcos de la Frontera       | Miguel Rodríguez Rodríguez                    |         | PP-A          | Miguel Rodríguez Rodríguez                    |         | PP-A         |
| 249 | Ciudadela                  | Joana Mari Pons                               |         | PPIB          | Joana Mari Pons                               |         | PPIB         |
| 250 | Culleredo                  | José Ramón Rioboo Castro                      |         | PSdeG-PSOE    | José Ramón Rioboo Castro                      |         | PSdeG-PSOE   |
| 251 | Coria del Río              | Modesto González Márquez                      |         | AxSí          | Modesto González Márquez                      |         | AxSí         |
| 252 | Illescas                   | José Manuel Tofiño Pérez                      |         | PSC-LM        | José Manuel Tofiño Pérez                      |         | PSC-LM       |
| 253 | Alcázar de San Juan        | Rosa Melchor Quiralte                         |         | PSC-LM        | Rosa Melchor Quiralte                         |         | PSC-LM       |
| 254 | Hellín                     | Ramón García Rodríguez                        |         | PSC-LM        | Manuel Serena Fernández                       |         | PPC-LM       |
| 255 | Camargo                    | Diego Movellán                                |         | PP Cantabria  | Diego Movellán                                |         | PP Cantabria |
| 256 | Puerto de la Cruz          | Marco González                                |         | PSC-PSOE      | Marco González                                |         | PSC-PSOE     |
| 257 | Chirivella                 | Michel Montaner Berbel                        |         | PSPV-PSOE     | Francisca Bartual Bermell                     |         | PPCV         |
| 258 | Valdepeñas                 | Jesús Martín Rodríguez Caro                   |         | PSC-LM        | Jesús Martín Rodríguez Caro                   |         | PSC-LM       |
| 259 | San Andrés del Rabanedo    | Ana María Fernández Caurel                    |         | UPL           | Ana María Fernández Caurel                    |         | UPL          |
| 260 | Crevillente                | José Manuel Penalva Casanova                  |         | Compromís     | Lourdes Aznar                                 |         | PPCV         |
| 261 | Puente Genil               | Esteban Morales Sánchez                       |         | PSOE-A        | Sergio Velasco Albalá                         |         | PP-A         |
| 262 | Játiva                     | Roger Cerdà i Boluda                          |         | PSPV-PSOE     | Roger Cerdà i Boluda                          |         | PSPV-PSOE    |
| 263 | Durango                    | Ima Garrastatxu Urbaneja                      |         | EH Bildu      | Mireia Elkoroiribe Zenikaonandia              |         | PNV          |
| 264 | Alacuás                    | Antonio Saura                                 |         | PSPV-PSOE     | Antonio Saura                                 |         | PSPV-PSOE    |
| 265 | Rota                       | José Javier Ruiz Arana                        |         | PSOE-A        | José Javier Ruiz Arana                        |         | PSOE-A       |
| 266 | Mahón                      | Héctor Pons Riudavets                         |         | PSIB          | Héctor Pons Riudavets                         |         | PSIB         |
| 267 | Campello                   | Juanjo Berenguer                              |         | PPCV          | Juanjo Berenguer                              |         | PPCV         |
| 268 | Galdácano                  | Iñigo Hernando Arriandiaga                    |         | EH Bildu      | Iñigo Hernando Arriandiaga                    |         | EH Bildu     |
| 269 | Carmona                    | Juan Ávila Gutiérrez                          |         | PP-A          | Juan Ávila Gutiérrez                          |         | PP-A         |
| 270 | Vinaroz                    | Guillem Alsina                                |         | PSPV-PSOE     | Guillem Alsina                                |         | PSPV-PSOE    |
| 271 | Calafell                   | Ramon Ferré i Solé                            |         | PSC           | Ramon Ferré i Solé                            |         | PSC          |
| 272 | Redondela                  | Digna Rivas                                   |         | PSdeG-PSOE    | Digna Rivas                                   |         | PSdeG-PSOE   |
| 273 | Salou                      | Pere Granados Carrillo                        |         | ERC           | Pere Granados Carrillo                        |         | ERC          |
| 274 | San José                   | Vicent Roig                                   |         | PPIB          | Vicent Roig                                   |         | PPIB         |
| 275 | Jávea                      | José Francisco Chulvi Español                 |         | PSPV-PSOE     | José Francisco Chulvi Español                 |         | PSPV-PSOE    |
| 276 | Martorell                  | Xavier Fonollosa i Comas                      |         | JxCat         | Xavier Fonollosa i Comas                      |         | JxCat        |
| 277 | Catarroja                  | Jesús Monzó Cubillos                          |         | Compromís     | Lorena Silvent                                |         | PSPV-PSOE    |
| 278 | Lepe                       | Juan Manuel González Camacho                  |         | PP-A          | Juan Manuel González Camacho                  |         | PP-A         |
| 279 | Premiá de Mar              | Rafa Navarro Álvarez                          |         | JxCat         | Rafa Navarro Álvarez                          |         | JxCat        |
| 280 | Candelaria                 | María Concepción Brito Núñez                  |         | PSC-PSOE      | María Concepción Brito Núñez                  |         | PSC-PSOE     |
| 281 | Villaviciosa de Odón       | Raúl Martín Galán                             |         | PPCM          | Juan Pedro Izquierdo Casquero                 |         | PPCM         |
| 282 | Seseña                     | Silvia Fernández García                       |         | PSC-LM        | Jaime de Hita                                 |         | PPC-LM       |
| 283 | Pineda de Mar              | Xavier Amor Martín                            |         | PSC           | Xavier Amor Martín                            |         | PSC          |
| 284 | San Vicente dels Horts     | Miguel Comino Haro                            |         | PSC           | Miguel Comino Haro                            |         | PSC          |
| 285 | La Oliva                   | Pilar González Segura                         |         | PP Canarias   | Isaí Blanco Marrero                           |         | CC           |
| 286 | Benicarló                  | Rosario Miralles Ferrando                     |         | PSPV-PSOE     | Juanma Cerdá                                  |         | PPCV         |
| 287 | Sueca                      | Dimas Vázquez                                 |         | PSPV-PSOE     | Dimas Vázquez                                 |         | PSPV-PSOE    |
| 288 | Cártama                    | Jorge Gallardo                                |         | PSOE-A        | Jorge Gallardo                                |         | PSOE-A       |
| 289 | Lebrija                    | Pepe Barroso                                  |         | PSOE-A        | Pepe Barroso                                  |         | PSOE-A       |
| 290 | Vícar                      | Antonio Bonilla Rodríguez                     |         | PSOE-A        | Antonio Bonilla Rodríguez                     |         | PSOE-A       |
| 291 | Camas                      | Rafael Alfonso Recio González                 |         | PSOE-A        | Víctor Muños                                  |         | PSOE-A       |
| 292 | San Antonio Abad           | Marcos Serra                                  |         | PPIB          | Marcos Serra                                  |         | PPIB         |
| 293 | Almazora                   | Mercedes Galí Alfonso                         |         | PSPV-PSOE     | María Tormo                                   |         | PPCV         |
| 294 | Morón de la Frontera       | Juan Manuel Rodríguez Domínguez               |         | PSOE-A        | Juan Manuel Rodríguez Domínguez               |         | PSOE-A       |
| 295 | Sestao                     | Ainhoa Basabe Meléndez                        |         | PNV           | Ainhoa Basabe Meléndez                        |         | PNV          |
| 296 | Algemesí                   | Marta Trenzano Rubio                          |         | PSPV-PSOE     | José Javier Sanchis Bretones                  |         | PPCV         |
| 297 | Éibar                      | Jon Iraola Iriondo                            |         | PSE-EE        | Jon Iraola Iriondo                            |         | PSE-EE       |
| 298 | San Andrés de la Barca     | Ana Alba Aguilera                             |         | PSC           | Marc Giribet i Gavara                         |         | ECP          |
| 299 | Riveira                    | Luis Antonio Pérez Barral                     |         | BNG           | Luis Antonio Pérez Barral                     |         | BNG          |
| 300 | Cangas de Morrazo          | Victoria Portas Mariño                        |         | ACE           | Araceli Gestido Rodríguez                     |         | BNG          |
| 301 | San Pedro del Pinatar      | Ángela Gaona Cabrera                          |         | PPRM          | Ángela Gaona Cabrera                          |         | PPRM         |
| 302 | Almuñécar                  | Juan José Ruiz Joya                           |         | PP            | Juan José Ruiz Joya                           |         | PP           |
| 303 | Jumilla                    | Juana Guardiola Verdú                         |         | PSOE          | Severa González                               |         | PP           |
| 304 | Paiporta                   | Maria Isabel Albalat Asensi                   |         | PSPV-PSOE     | Maria Isabel Albalat Asensi                   |         | PSPV-PSOE    |
| 305 | Paracuellos de Jarama      | Jorge Alberto Campos Astrua                   |         | Cs            | Jesús Muñoz Muñoz                             |         | PPCM         |
| 306 | Alhaurín el Grande         | Antonia Ledesma                               |         | PP-A          | Antonio Bermúdez Beltrón                      |         | PORA         |
| 307 | Bétera                     | María Elia Verdevío Escribá                   |         | PPCV          | María Elia Verdevío Escribá                   |         | PPCV         |
| 308 | Piélagos                   | Carlos Alberto Caramés Luengo                 |         | PP Cantabria  | Carlos Alberto Caramés Luengo                 |         | PP Cantabria |
| 309 | Molins de Rey              | Xavi Paz Penche                               |         | PSC           | Xavi Paz Penche                               |         | PSC          |
| 310 | Muchamiel                  | Sebastián Cañadas                             |         | PPCV          | Rafael García                                 |         | PPCV         |
| 311 | Santa Perpetua de Moguda   | Isabel García Ripol                           |         | ECP           | Isabel García Ripol                           |         | ECP          |
| 312 | Villanueva de la Serena    | Miguel Ángel Gallardo Miranda                 |         | PSOE-E        | Miguel Ángel Gallardo Miranda                 |         | PSOE-E       |
| 313 | Caravaca de la Cruz        | José Francisco García                         |         | PPRM          | José Francisco García                         |         | PPRM         |
| 314 | Puebla de Vallbona         | Abel Martí Cervera                            |         | PPCV          | Abel Martí Cervera                            |         | PPCV         |
| 315 | Novelda                    | Fran Martínez Alted                           |         | PSPV-PSOE     | Fran Martínez Alted                           |         | PSPV-PSOE    |
| 316 | Almonte                    | Rocío del Mar Castellano                      |         | MDC           | Francisco Bella Galán                         |         | PORA         |
| 317 | Ciempozuelos               | Raquel Jimeno                                 |         | PSOE-M        | Raquel Jimeno                                 |         | PSOE-M       |
| 318 | Tomares                    | José María Soriano Martín                     |         | PP-A          | José María Soriano Martín                     |         | PP-A         |
| 319 | Adra                       | Manuel Cortés Pérez                           |         | PP-A          | Manuel Cortés Pérez                           |         | PP-A         |
| 320 | Oliva                      | Yolanda Balaguer                              |         | Compromís     | Yolanda Pastor Bolo                           |         | EUPV-Podem   |
| 321 | Cuart de Poblet            | Carmen Martínez Ramírez                       |         | PSPV-PSOE     | Cristina Mora Luján                           |         | PSPV-PSOE    |
| 322 | Alboraya                   | Miguel Chavarria Díaz                         |         | PSPV-PSOE     | Miguel Chavarria Díaz                         |         | PSPV-PSOE    |
| 323 | Onda                       | Carmina Ballester Feliu                       |         | PPCV          | Carmina Ballester Feliu                       |         | PPCV         |
| 324 | Castellar del Vallés       | Ignasi Giménez Renom                          |         | PSC           | Ignasi Giménez Renom                          |         | PSC          |
| 325 | Villarrobledo              | Valentín Bueno Vargas                         |         | PPC-LM        | Valentín Bueno Vargas                         |         | PPC-LM       |
| 326 | Torrelodones               | Alfredo García-Plata                          |         | VxT           | Almudena Negro                                |         | PPCM         |
| 327 | Valls                      | Dolors Farré                                  |         | JxCat         | Dolors Farré                                  |         | JxCat        |
| 328 | Calahorra                  | Elisa Garrido                                 |         | PSOE-La Rioja | Mónica Mercedes Arceiz Martínez               |         | PP-La Rioja  |
| 329 | Armilla                    | Dolores Cañavate Jiménez                      |         | PSOE          | Dolores Cañavate Jiménez                      |         | PSOE         |
| 330 | Tacoronte                  | José Daniel Díaz Armas                        |         | NC            | Sandra Izquierdo                              |         | PSC-PSOE     |
| 331 | Gáldar                     | Teodoro Sosa                                  |         | NC            | Teodoro Sosa                                  |         | NC           |
| 332 | Cambre                     | Óscar García Patiño                           |         | UxC           | Óscar García Patiño                           |         | UxC          |
| 333 | San Juan de Alicante       | Santiago Román Gómez                          |         | PPCV          | Santiago Román Gómez                          |         | PPCV         |
| 334 | Erandio                    | Aitziber Oliban Gutiérrez                     |         | PNV           | Aitziber Oliban Gutiérrez                     |         | PNV          |
| 335 | Martos                     | Emilio Torres Velasco                         |         | PSOE-A        | Emilio Torres Velasco                         |         | PSOE-A       |
| 336 | Coín                       | Francisco Santos                              |         | PP-A          | Francisco Santos                              |         | PP-A         |
| 337 | Olesa de Montserrat        | Miquel Riera Rey                              |         | ECP           | Jordí Parent                                  |         | ERC          |
| 338 | Almansa                    | Javier Sánchez Roselló                        |         | PPC-LM        | Pilar Callado García                          |         | PSC-LM       |
| 339 | Calpe                      | Ana Sala Fernández                            |         | PPCV          | Ana Sala                                      |         | EUPV-Podem   |
| 340 | Los Barrios                | Miguel Fermín Alconchel                       |         | 100x100       | Miguel Fermín Alconchel                       |         | 100x100      |
| 341 | Liria                      | Joan Manuel Miguel León                       |         | Compromís     | Joan Manuel Miguel León                       |         | Compromís    |
| 342 | Marín                      | María Pilar Ramallo Vázquez                   |         | PPG           | María Pilar Ramallo Vázquez                   |         | PPG          |
| 343 | Mairena del Alcor          | Juan Manuel López Domínguez                   |         | PP-A          | Juan Manuel López Domínguez                   |         | PP-A         |
| 344 | Mejorada del Campo         | Jorge Capa Carralero                          |         | PSOE-M        | Jorge Capa Carralero                          |         | PSOE-M       |
| 345 | El Masnou                  | Jaume Oliveras                                |         | ERC           | Jaume Oliveras                                |         | ERC          |
| 346 | Ibi                        | Rafael Serralta Vilaplana                     |         | PPCV          | Sergio Carrasco                               |         | PSPV-PSOE    |
| 347 | Icod de los Vinos          | Francisco Javier González Díaz                |         | CC            | Javier Sierra Jorge                           |         | NC           |
| 348 | Conil de la Frontera       | Inmaculada Sánchez Zara                       |         | IULV-CA       | Inmaculada Sánchez Zara                       |         | PORA         |
| 349 | Teguise                    | Olivia Duque Pérez                            |         | CC            | Olivia Duque Pérez                            |         | CC           |
| 350 | Palafrugell                | Josep Piferrer Puig                           |         | ERC           | Juli Fernández                                |         | PSC          |
| 351 | Zarauz                     | Xabier Txurruka Fernandez                     |         | PNV           | Xabier Txurruka Fernandez                     |         | PNV          |
| 352 | Ribarroja del Turia        | Robert Raga Gadea                             |         | PSPV-PSOE     | Robert Raga Gadea                             |         | PSPV-PSOE    |
| 353 | Puenteareas                | Cristina Fernández Dávila                     |         | BNG           | María Nava Castro                             |         | PPG          |
| 354 | Altea                      | Jaume Llinares Cortés                         |         | Compromís     | Diego Zaragozí Llorens                        |         | Compromís    |
| 355 | Pilar de la Horadada       | José María Pérez Sánchez                      |         | PPCV          | José María Pérez Sánchez                      |         | PPCV         |
| 356 | Cullera                    | Jordi Mayor Vallet                            |         | PSPV-PSOE     | Jordi Mayor Vallet                            |         | PSPV-PSOE    |
| 357 | Barbate                    | Miguel Molina Chamorro                        |         | AxSí          | Miguel Molina Chamorro                        |         | AxSí         |
| 358 | Villanueva de la Cañada    | Luis Manuel Partida Brunete                   |         | PPCM          | Luis Manuel Partida Brunete                   |         | PPCM         |
| 359 | Alhama de Murcia           | Mariola Guevara                               |         | PSRM          | María Cánovas                                 |         | PPRM         |
| 360 | Vilaseca                   | Pere Segura                                   |         | JxCat         | Pere Segura                                   |         | JxCat        |
| 361 | Moguer                     | Gustavo Cuéllar Cruz                          |         | PSOE-A        | Gustavo Cuéllar Cruz                          |         | PSOE-A       |
| 362 | Laguna de Duero            | Román Rodríguez de Castro                     |         | IU-Podemos    | Avelino Álvarez Perez                         |         | PPCYL        |
| 363 | Bormujos                   | Francisco Miguel Molina Haro                  |         | PSOE-A        | María Dolores Romero                          |         | PP-A         |
| 364 | Montilla                   | Rafael Ángel Llamas Salas                     |         | PSOE-A        | Rafael Ángel Llamas Salas                     |         | PSOE-A       |
| 365 | Esparraguera               | Eduard Rivas i Mateo                          |         | PSC           | Eduard Rivas i Mateo                          |         | PSC          |
| 366 | Las Gabias                 | María Merinda Sádaba Terribas                 |         | PP            | María Merinda Sádaba Terribas                 |         | PP           |
| 367 | Maracena                   | Berta María Linares Carmona                   |         | PSOE          | Julio Manuel Pérez Ortega                     |         | PP           |
| 368 | Castrillón                 | Yasmina Triguero Estévez                      |         | IU Asturies   | Jesús Eloy Alonso Prieto                      |         | PP Asturias  |
| 369 | San Feliú de Guíxols       | Carles Motas i López                          |         | ECP           | Carles Motas i López                          |         | ECP          |
| 370 | San Juan de Aznalfarache   | María Luisa Moya Tejera                       |         | PP-A          | María Luisa Moya Tejera                       |         | PP-A         |
| 371 | Priego de Córdoba          | María Luisa Ceballos Casas                    |         | PP-A          | Juan Ramón Valdivia Rosa                      |         | PP-A         |
| 372 | Aljaraque                  | David Toscano Contreras                       |         | PP-A          | David Toscano Contreras                       |         | PP-A         |
| 373 | Las Torres de Cotillas     | Francisco Jesús López                         |         | PSRM          | Pedro José Noguera                            |         | PPRM         |
| 374 | San Miguel de Abona        | Arturo Eugenio González Hernández             |         | CC            | Arturo Eugenio González Hernández             |         | CC           |
| 375 | Moncada                    | Amparo Orts Albiach                           |         | PSPV-PSOE     | Amparo Orts Albiach                           |         | PSPV-PSOE    |
| 376 | Amposta                    | Adam Tomàs                                    |         | ERC           | Adam Tomàs                                    |         | ERC          |
| 377 | Valle de Egüés             | Amaya Larraya Marco                           |         | UPN           | Xuriñe Peñas López                            |         | UPN          |
| 378 | Picasent                   | María Concepció García Ferrer                 |         | PSPV-PSOE     | María Concepció García Ferrer                 |         | PSPV-PSOE    |
| 379 | Mondragón                  | María Ubarretxena Cid                         |         | PNV           | Maider Morras Azpiazu                         |         | EH Bildu     |
| 380 | Ayamonte                   | Alberto Fernández                             |         | PP-A          | Alberto Fernández                             |         | PP-A         |
| 381 | Guía de Isora              | Josefa Mesa Mora                              |         | PSC-PSOE      | Ana Dorta                                     |         | CC           |
| 382 | Alcalá la Real             | Antonio Marino Aguilera Peñalver              |         | PP-A          | Antonio Marino Aguilera Peñalver              |         | PP-A         |
| 383 | Isla Cristina              | Jenaro Orta Pérez                             |         | PSOE-A        | Jenaro Orta Pérez                             |         | PSOE-A       |
| 384 | Alfafar                    | Juan Ramón Adsuara Monlleó                    |         | PPCV          | Juan Ramón Adsuara Monlleó                    |         | PPCV         |
| 385 | Nerja                      | José Alberto Armijo Navas                     |         | PP-A          | José Alberto Armijo Navas                     |         | PP-A         |
| 386 | Almoradí                   | María Gómez García                            |         | PPCV          | María Gómez García                            |         | PPCV         |
| 387 | Arroyo de la Encomienda    | Sarbelio Fernández Pablos                     |         | IPAE          | Sarbelio Fernández Pablos                     |         | IPAE         |
| 388 | Güímar                     | Gustavo Pérez Martín                          |         | CC            | Gustavo Pérez Martín                          |         | CC           |
| 389 | Aspe                       | Antonio Puerto                                |         | EUPV          | Antonio Puerto                                |         | EUPV-Podem   |
| 390 | Tías                       | José Juan Cruz                                |         | PSC-PSOE      | José Juan Cruz                                |         | PSC-PSOE     |
| 391 | Vilasar de Mar             | Damià del Clot                                |         | ERC           | Laura Martínez Portell                        |         | JxCat        |
| 392 | Manlleu                    | Vacante (Antes Àlex Garrido Serra)            |         | ERC           | Arnau Rovira                                  |         | JxCat        |
| 393 | Palma del Río              | Esperanza Caro de la Barrera Martín           |         | PSOE-A        | Matilde Esteo Domínguez                       |         | PP-A         |
| 394 | Algete                     | Juan Jesús Valle García                       |         | PSOE-M        | Fernando Romo                                 |         | PPCM         |
| 395 | Pájara                     | Pedro Armas Romero                            |         | AMF           | Alejandro Jorge                               |         | PSC-PSOE     |
| 396 | Alcudia                    | Domingo Bonnín Daniel                         |         | EL PI         | Josefina Linares Capó                         |         | PPIB         |
| 397 | Cartaya                    | Josefa Inmaculada González Bayo               |         | PSOE-A        | Manuel Barroso Valdés                         |         | PP-A         |
| 398 | Alfaz del Pi               | Vicente Arques Cortés                         |         | PSPV-PSOE     | Vicente Arques Cortés                         |         | PSPV-PSOE    |
| 399 | La Unión                   | Pedro López Milán                             |         | PSRM          | Joaquín Zapata                                |         | PPRM         |
| 400 | Loja                       | Francisco Joaquín Camacho Borrego             |         | PP            | Francisco Joaquín Camacho Borrego             |         | PP           |
| 401 | Los Llanos de Aridane      | Noelia García Leal                            |         | PP Canarias   | Javier Llamas                                 |         | CC           |
| 402 | Carcagente                 | Paco Salom                                    |         | Compromís     | Carolina Almiñana                             |         | PPCV         |
| 403 | Porriño                    | Alejandro Lorenzo Alonso                      |         | PPG           | Alejandro Lorenzo Alonso                      |         | PPG          |
| 404 | Burlada                    | Ana María Góngora Urzaiz                      |         | PSN-PSOE      | Berta Arizkun González                        |         | EH Bildu     |
| 405 | Baza                       | Manuel Gavilán García                         |         | PSOE          | Pedro Ramos                                   |         | PP           |
| 406 | Hernani                    | Xabier Lertxundi Asteasuinzarra               |         | EH Bildu      | Xabier Lertxundi Asteasuinzarra               |         | EH Bildu     |
| 407 | Mogán                      | Onalia Bueno                                  |         | SPC           | Onalia Bueno                                  |         | SPC          |
| 408 | Las Franquesas del Vallés  | Francesc Colomé                               |         | JxCat         | Juan Antonio Corchado                         |         | PSC          |
| 409 | Lalín                      | José Crespo                                   |         | PPG           | José Crespo                                   |         | PPG          |
| 410 | Puzol                      | Paz Carceller                                 |         | PPCV          | Paz Carceller                                 |         | PPCV         |
| 411 | Medina del Campo           | Guzmán Gómez Alonso                           |         | PPCYL         | Guzmán Gómez Alonso                           |         | PPCYL        |
| 412 | Bañolas                    | Miquel Noguer i Planas                        |         | JxCat         | Miquel Noguer i Planas                        |         | JxCat        |
| 413 | San Quirico de Tarrasa     | Elisabeth Oliveras Jorba                      |         | ERC           | Elisabeth Oliveras Jorba                      |         | ERC          |
| 414 | La Estrada                 | José López Campos                             |         | PPG           | José López Campos                             |         | PPG          |
| 415 | Cabra                      | Fernando Priego                               |         | PP-A          | Fernando Priego                               |         | PP-A         |
| 416 | Huércal-Overa              | Domingo Fernández Zurano                      |         | PP-A          | Domingo Fernández Zurano                      |         | PP-A         |
| 417 | Requena                    | Mario Sánchez González                        |         | PSPV-PSOE     | Rocío Cortés Grao                             |         | PPCV         |

## Elecciones parciales de noviembre
El 26 de noviembre del mismo año se llevaron a cabo elecciones en 49 municipios por falta de candidaturas o por errores en el escrutinio en la convocatoria de mayo. 
En 12 de esos pueblos, todos en Navarra, no hubo candidaturas o no se emitió ningún voto, por lo que no tendrán alcalde. En Muruzábal sólo se presentó Escaños en Blanco, iniciativa que renuncia a las concejalías y la alcaldía, y tampoco tendrán alcalde. Todos estos ayuntamiento serán gobernados por una comisión gestora o por el Gobierno de Navarra 

## Elecciones por territorio

### Andalucía
- Elecciones municipales de 2023 en Andalucía
  - Elecciones municipales de 2023 en la provincia de Almería
    - Elecciones municipales de 2023 en Almería
    - Elecciones municipales de 2023 en El Ejido
    - Elecciones municipales de 2023 en Roquetas de Mar

  - Elecciones municipales de 2023 en la provincia de Cádiz
    - Elecciones municipales de 2023 en Algeciras
    - Elecciones municipales de 2023 en Cádiz
    - Elecciones municipales de 2023 en Chiclana de la Frontera
    - Elecciones municipales de 2023 en Jerez de la Frontera
    - Elecciones municipales de 2023 en La Línea de la Concepción
    - Elecciones municipales de 2023 en El Puerto de Santa María
    - Elecciones municipales de 2023 en San Fernando
    - Elecciones municipales de 2023 en Sanlúcar de Barrameda

  - Elecciones municipales de 2023 en la provincia de Córdoba
    - Elecciones municipales de 2023 en Córdoba

  - Elecciones municipales de 2023 en la provincia de Granada
    - Elecciones municipales de 2023 en Granada
    - Elecciones municipales de 2023 en Motril

  - Elecciones municipales de 2023 en la provincia de Huelva
    - Elecciones municipales de 2023 en Huelva

  - Elecciones municipales de 2023 en la provincia de Jaén
    - Elecciones municipales de 2023 en Jaén
    - Elecciones municipales de 2023 en Linares

  - Elecciones municipales de 2023 en la provincia de Málaga
    - Elecciones municipales de 2023 en Benalmádena
    - Elecciones municipales de 2023 en Estepona
    - Elecciones municipales de 2023 en Fuengirola
    - Elecciones municipales de 2023 en Málaga
    - Elecciones municipales de 2023 en Marbella
    - Elecciones municipales de 2023 en Mijas
    - Elecciones municipales de 2023 en Rincón de la Victoria
    - Elecciones municipales de 2023 en Vélez-Málaga
    - Elecciones municipales de 2023 en Torremolinos

  - Elecciones municipales de 2023 en la provincia de Sevilla
    - Elecciones municipales de 2023 en Alcalá de Guadaíra
    - Elecciones municipales de 2023 en Dos Hermanas
    - Elecciones municipales de 2023 en Sevilla
    - Elecciones municipales de 2023 en Utrera

### Aragón
- Elecciones municipales de 2023 en Aragón
  - Elecciones municipales de 2023 en la provincia de Huesca
    - Elecciones municipales de 2023 en Huesca

  - Elecciones municipales de 2023 en la provincia de Teruel
    - Elecciones municipales de 2023 en Teruel

  - Elecciones municipales de 2023 en la provincia de Zaragoza
    - Elecciones municipales de 2023 en Zaragoza

### Asturias
- Elecciones municipales de 2023 en Asturias
  - Elecciones municipales de 2023 en Avilés
  - Elecciones municipales de 2023 en Gijón
  - Elecciones municipales de 2023 en Oviedo
  - Elecciones municipales de 2023 en Siero

### Canarias
- Elecciones municipales de 2023 en Canarias (Elecciones a los Cabildos Insulares de Canarias 2023)
  - Elecciones municipales de 2023 en la provincia de Las Palmas
    - Elecciones municipales de 2023 en Fuerteventura
      - Elecciones municipales de 2023 en Puerto del Rosario

    - Elecciones municipales de 2023 en Gran Canaria
      - Elecciones municipales de 2023 en Las Palmas de Gran Canaria
      - Elecciones municipales de 2023 en San Bartolomé de Tirajana
      - Elecciones municipales de 2023 en Santa Lucía de Tirajana
      - Elecciones municipales de 2023 en Telde

    - Elecciones municipales de 2023 en Lanzarote
      - Elecciones municipales de 2023 en Arrecife

  - Elecciones municipales de 2023 en la provincia de Santa Cruz de Tenerife
    - Elecciones municipales de 2023 en El Hierro
      - Elecciones municipales de 2023 en Valverde

    - Elecciones municipales de 2023 en La Gomera
      - Elecciones municipales de 2023 en San Sebastián de La Gomera

    - Elecciones municipales de 2023 en La Palma
      - Elecciones municipales de 2023 en Santa Cruz de La Palma

    - Elecciones municipales de 2023 en Tenerife
      - Elecciones municipales de 2023 en Arona
      - Elecciones municipales de 2023 en Granadilla de Abona
      - Elecciones municipales de 2023 en San Cristóbal de La Laguna
      - Elecciones municipales de 2023 en Santa Cruz de Tenerife

### Cantabria
- Elecciones municipales de 2023 en Cantabria
  - Elecciones municipales de 2023 en Santander
  - Elecciones municipales de 2023 en Torrelavega

### Castilla y León
- Elecciones municipales de 2023 en Castilla y León
  - Elecciones municipales de 2023 en la provincia de Ávila
    - Elecciones municipales de 2023 en Ávila
    - Elecciones municipales de 2023 en La Adrada

  - Elecciones municipales de 2023 en la provincia de Burgos
    - Elecciones municipales de 2023 en Burgos

  - Elecciones municipales de 2023 en la provincia de León
    - Elecciones municipales de 2023 en León
    - Elecciones municipales de 2023 en Ponferrada

  - Elecciones municipales de 2023 en la provincia de Palencia
    - Elecciones municipales de 2023 en Palencia

  - Elecciones municipales de 2023 en la provincia de Salamanca
  - Elecciones municipales de 2023 en Salamanca
  - Elecciones municipales de 2023 en la provincia de Segovia
    - Elecciones municipales de 2023 en Segovia

  - Elecciones municipales de 2023 en la provincia de Soria
    - Elecciones municipales de 2023 en Soria

  - Elecciones municipales de 2023 en la provincia de Valladolid
    - Elecciones municipales de 2023 en Valladolid

  - Elecciones municipales de 2023 en la provincia de Zamora
    - Elecciones municipales de 2023 en Zamora

### Castilla-La Mancha
- Elecciones municipales de 2023 en Castilla-La Mancha
  - Elecciones municipales de 2023 en la provincia de Albacete
    - Elecciones municipales de 2023 en Albacete

  - Elecciones municipales de 2023 en la provincia de Ciudad Real
    - Elecciones municipales de 2023 en Ciudad Real

  - Elecciones municipales de 2023 en la provincia de Cuenca
    - Elecciones municipales de 2023 en Cuenca

  - Elecciones municipales de 2023 en la provincia de Guadalajara
    - Elecciones municipales de 2023 en Guadalajara

  - Elecciones municipales de 2023 en la provincia de Toledo
    - Elecciones municipales de 2023 en Talavera de la Reina
    - Elecciones municipales de 2023 en Toledo

### Cataluña
- Elecciones municipales de 2023 en Cataluña
  - Elecciones municipales de 2023 en la provincia de Barcelona
    - Elecciones municipales de 2023 en Badalona
    - Elecciones municipales de 2023 en Barcelona
    - Elecciones municipales de 2023 en Castelldefels
    - Elecciones municipales de 2023 en Cornellá de Llobregat
    - Elecciones municipales de 2023 en Granollers
    - Elecciones municipales de 2023 en Hospitalet de Llobregat
    - Elecciones municipales de 2023 en Manresa
    - Elecciones municipales de 2023 en Mataró
    - Elecciones municipales de 2023 en Mollet del Vallès
    - Elecciones municipales de 2023 en El Prat de Llobregat
    - Elecciones municipales de 2023 en Ripollet
    - Elecciones municipales de 2023 en Rubí
    - Elecciones municipales de 2023 en Sabadell
    - Elecciones municipales de 2023 en San Baudilio de Llobregat
    - Elecciones municipales de 2023 en San Cugat del Vallés
    - Elecciones municipales de 2023 en Santa Coloma de Gramanet
    - Elecciones municipales de 2023 en Sardañola del Vallés
    - Elecciones municipales de 2023 en Tarrasa
    - Elecciones municipales de 2023 en Viladecans
    - Elecciones municipales de 2023 en Villanueva y Geltrú

  - Elecciones municipales de 2023 en la provincia de Gerona
    - Elecciones municipales de 2023 en Gerona

  - Elecciones municipales de 2023 en la provincia de Lérida
    - Elecciones municipales de 2023 en Lérida

  - Elecciones municipales de 2023 en la provincia de Tarragona
    - Elecciones municipales de 2023 en Reus
    - Elecciones municipales de 2023 en Tarragona

### Ceuta
- Elecciones a la Asamblea de Ceuta de 2023

### Comunidad de Madrid
- Elecciones municipales de 2023 en la Comunidad de Madrid
  - Elecciones municipales de 2023 en Alcalá de Henares
  - Elecciones municipales de 2023 en Alcobendas
  - Elecciones municipales de 2023 en Alcorcón
  - Elecciones municipales de 2023 en Aranjuez
  - Elecciones municipales de 2023 en Arganda del Rey
  - Elecciones municipales de 2023 en Boadilla del Monte
  - Elecciones municipales de 2023 en Colmenar Viejo
  - Elecciones municipales de 2023 en Collado Villalba
  - Elecciones municipales de 2023 en Coslada
  - Elecciones municipales de 2023 en Fuenlabrada
  - Elecciones municipales de 2023 en Getafe
  - Elecciones municipales de 2023 en Leganés
  - Elecciones municipales de 2023 en Madrid
  - Elecciones municipales de 2023 en Majadahonda
  - Elecciones municipales de 2023 en Móstoles
  - Elecciones municipales de 2023 en Parla
  - Elecciones municipales de 2023 en Pinto
  - Elecciones municipales de 2023 en Pozuelo de Alarcón
  - Elecciones municipales de 2023 en Rivas-Vaciamadrid
  - Elecciones municipales de 2023 en Las Rozas de Madrid
  - Elecciones municipales de 2023 en San Sebastián de los Reyes
  - Elecciones municipales de 2023 en Torrejón de Ardoz
  - Elecciones municipales de 2023 en Valdemoro
  - Elecciones municipales de 2023 en Tres Cantos

### Comunidad Valenciana
- Elecciones municipales de 2023 en la Comunidad Valenciana
  - Elecciones municipales de 2023 en la provincia de Alicante
    - Elecciones municipales de 2023 en Alcoy
    - Elecciones municipales de 2023 en Alicante
    - Elecciones municipales de 2023 en Benidorm
    - Elecciones municipales de 2023 en Elche
    - Elecciones municipales de 2023 en Elda
    - Elecciones municipales de 2023 en Orihuela
    - Elecciones municipales de 2023 en San Vicente del Raspeig
    - Elecciones municipales de 2023 en Torrevieja

  - Elecciones municipales de 2023 en la provincia de Castellón
    - Elecciones municipales de 2023 en Castellón de la Plana
    - Elecciones municipales de 2023 en Villarreal

  - Elecciones municipales de 2023 en la provincia de Valencia
    - Elecciones municipales de 2023 en Gandia
    - Elecciones municipales de 2023 en Paterna
    - Elecciones municipales de 2023 en Sagunto
    - Elecciones municipales de 2023 en Torrent
    - Elecciones municipales de 2023 en Valencia

### Extremadura
- Elecciones municipales de 2023 en Extremadura
  - Elecciones municipales de 2023 en la provincia de Badajoz
    - Elecciones municipales de 2023 en Badajoz
    - Elecciones municipales de 2023 en Barcarrota
    - Elecciones municipales de 2023 en Mérida

  - Elecciones municipales de 2023 en la provincia de Cáceres
    - Elecciones municipales de 2023 en Cáceres

### Galicia
- Elecciones municipales de 2023 en Galicia
  - Elecciones municipales de 2023 en la provincia de La Coruña
    - Elecciones municipales de 2023 en La Coruña
    - Elecciones municipales de 2023 en Ferrol
    - Elecciones municipales de 2023 en Santiago de Compostela

  - Elecciones municipales de 2023 en la provincia de Lugo
    - Elecciones municipales de 2023 en Lugo

  - Elecciones municipales de 2023 en la provincia de Orense
    - Elecciones municipales de 2023 en Orense

  - Elecciones municipales de 2023 en la provincia de Pontevedra
    - Elecciones municipales de 2023 en Pontevedra
    - Elecciones municipales de 2023 en Vigo

### Islas Baleares
- Elecciones municipales de 2023 en las Islas Baleares
  - Elecciones municipales de 2023 en Mallorca
    - Elecciones municipales de 2023 en Calviá
    - Elecciones municipales de 2023 en Palma

  - Elecciones municipales de 2023 en Menorca
    - Elecciones municipales de 2023 en Mahón

  - Elecciones municipales de 2023 en Ibiza
    - Elecciones municipales de 2023 en Ibiza (ciudad)

  - Elecciones municipales de 2023 en Formentera

### La Rioja
- Elecciones municipales de 2023 en La Rioja
  - Elecciones municipales de 2023 en Logroño

### Melilla
- Elecciones a la Asamblea de Melilla de 2023

### Navarra
- Elecciones municipales de 2023 en Navarra
  - Elecciones municipales de 2023 en Pamplona

### País Vasco
- Elecciones municipales de 2023 en el País Vasco
  - Elecciones municipales de 2023 en Álava
    - Elecciones municipales de 2023 en Vitoria

  - Elecciones municipales de 2023 en Guipúzcoa
    - Elecciones municipales de 2023 en Irún
    - Elecciones municipales de 2023 en San Sebastián

  - Elecciones municipales de 2023 en Vizcaya
    - Elecciones municipales de 2023 en Baracaldo
    - Elecciones municipales de 2023 en Bilbao
    - Elecciones municipales de 2023 en Guecho

### Región de Murcia
- Elecciones municipales de 2023 en la Región de Murcia
  - Elecciones municipales de 2023 en Cartagena
  - Elecciones municipales de 2023 en Lorca
  - Elecciones municipales de 2023 en Molina de Segura
  - Elecciones municipales de 2023 en Murcia